# Tusq
Tusq ist eine Indie-Rock-Band aus Hamburg und Berlin.

## Geschichte
Tusq wurde 2009 in Hamburg von Uli Breitbach, Timo Sauer, Holger Lüken und Paul Konopacka gegründet. Diese waren zu diesem Zeitpunkt (ehemalige) Mitglieder anderer Bands: D-Sailors (Breitbach), Schrottgrenze (Sauer), The Coalfield (Lüken) und Herrenmagazin (Konopacka).
Der Name der Band ist angelehnt an das Album Tusk der Band Fleetwood Mac.
Die Band orientiert sich an den Vorbildern The Soundtrack of Our Lives oder Motorpsycho in ihren poppigen Phasen und bieten ins Hymnenhafte greifenden melancholischen Gitarrenrock. Auch eine intensive Auseinandersetzung mit dem Phil Collins der frühen 80er-Jahre lässt sich erkennen.
Ihr Debütalbum Patience Camp, mit dem Produzenten Jürgen Hendlmeier im Januar 2010 in Finnland aufgenommen, wurde im Oktober 2010 via Strange Ways mit der Unterstützung der Initiative Musik veröffentlicht. Die Band tourte im Anschluss unter anderem als Support für Kashmir, Teenage Fanclub, The Hold Steady und The Soundtrack of Our Lives. Dazu kamen Festivalauftritte in Deutschland (unter anderem Rolling Stone Weekender, Hurricane, Highfield, Area4) sowie internationale Touren in Russland, Brasilien, Argentinien und England.
Nach der dreiwöchigen Südamerika-Tour im Herbst 2011 verließ Bassist Paul Konopacka aus persönlichen Gründen die Band. Mit seinem Nachfolger Florian Gelling haben Tusq im März 2012 auf der finnischen Insel Hailuoto das zweite Album, das den Namen des Entstehungsortes trägt, aufgenommen. Wie Patience Camp wurde das Album von Jürgen Hendlmeier produziert. Es wurde im Januar 2013 via Strange Ways veröffentlicht.
Im August 2017 gab die Band bekannt, dass Schlagzeuger Holger Lüken und Bassist Florian Gelling die Band verlassen haben und durch Matthias Frank (Schlagzeug) und Michael Schlücker (Bass) ersetzt wurden.
Mit The Great Acceleration erschien am 2. November 2018 das dritte Studioalbum, das von Gordon Raphael produziert wurde.
Die Band spielte im Juli 2019 einige Konzerte in Brasilien; währenddessen entstanden die Aufnahmen für die am 28. August 2019 veröffentlichte Live-EP Sunrise Music Sessions.
Auf dem am 13. November 2020 erschienenen Album Rarities & Outtakes sind bisher unveröffentlichte Titel seit dem Bestehen der Band enthalten.

## Diskografie
Alben
- 2010: Patience Camp (LP/CD, Strange Ways / Indigo)
- 2013: Hailuoto (LP/CD, Strange Ways / Indigo)
- 2018: The Great Acceleration
- 2020: Rarities & Outtakes

Singles/ EP
- 2012: Drive (7", Strange Ways / Indigo)
- 2019: Sunrise Music Sessions

Videos
- 2010: Fortune
- 2012: Blocks and Bricks